# Jenins
Jenins (rm. Gianin) – miejscowość i gmina w Szwajcarii, w kantonie Gryzonia, w regionie Landquart. Pod względem powierzchni jest najmniejszą gminą w regionie.

## Demografia
W Jenins mieszka 915 osób. W 2020 roku 10,8% populacji gminy stanowiły osoby urodzone poza Szwajcarią. 